# Juxia
Juxia (з китайської: 巨犀; піньїнь: Jùxī; букв. «гігантський носоріг») — вимерлий рід носорогуватих ссавців з родини Paraceratheriidae. Типовим видом є Juxia sharamurenensis, названий Чжоу Мінчженем і Цю Чжаньсяном у 1964 році. Juxia був розміром приблизно з коня. Мешкав в Азії у верхньому еоцені.
Як ранній Paraceratheriidae, Джуксія мав відносно легке тіло, яке утримувалося подовженими довгими ногами та маленьким черепом, міцно прикріпленим до відносно довгої шиї. Завдяки своїм трикутним зубам і гострим виступаючим різцям Джуксія, ймовірно, живилися папороттю та листям на гілках, куди більшість травоїдних ссавців не могли дістатися. З точки зору середовища проживання, Juxia жили в густих пишних і тропічних лісах на території сучасного Китаю. Хоча було знайдено кілька скелетів, незрозуміло, чи був цей ранній Paraceratheriidae постійно самотнім чи жив невеликими соціальними групами, можливо, гаремами. Виходячи з його морфології, довгі ноги Джуксії, ймовірно, дозволяли йому бігати відносно швидко протягом обмеженого часу. Ймовірно, це був механізм захисту від ранніх хижаків ссавців.